# Họ Dó đất
Họ Dó đất hay họ Dương đài (danh pháp khoa học: Balanophoraceae) là một họ thực vật hạt kín sinh sống trong khu vực cận nhiệt đới tới nhiệt đới. Họ này bao gồm 17 chi và khoảng 42-50 loài.

## Đặc điểm
Họ bao gồm các loài thực vật thân thảo, sống một năm hay lâu năm, ký sinh bắt buộc, đáng chú ý vì sự phát triển bất thường và các mối quan hệ không rõ ràng. Các loài cây này thông thường được tìm thấy trong các khu rừng ẩm ướt, mọc trên rễ các cây khác và có cụm hoa nằm trên mặt đất với bề ngoài tổng thể trông giống như nấm, bao gồm vô số hoa nhỏ, màu nâu, hồng hay hơi tía. Các cụm hoa phát triển bên trong phần ngầm dưới đất dạng củ của cây, trước khi tách khỏi nó và xuất hiện trên bề mặt. Phần ngầm dưới đất gắn với vật chủ, trông giống như củ, to cỡ như quả dứa, và không phải là hệ rễ hoàn hảo. Các loài thực vật này không có diệp lục. Lá suy giảm nhiều hay không có. Nếu có là thì các lá này có màng nhầy.
Bao hoa dạng có lá đài (đôi khi, ở các hoa đực) hoặc thuộc dạng dấu vết tới không có; khi có thì xẻ 3–8 thùy; các thùy này tự do hay hợp sinh. Bộ nhị 1–2 (ở các hoa đực không bao hoa), hay 3–8 (cân đối và đối diện). Các bộ phận của bộ nhị tách rời nhau hay dính liền. Bộ nhị chỉ bao gồm các nhị sinh sản. Nhị 1–8; thường đẳng số với bao hoa. Các bao phấn dính nhau hay rời nhau; nứt ra theo các lỗ hay qua các khe nứt ngắn; từ 2 tới 4 hoặc nhiều ngăn; dạng 4 túi bào tử. Biểu bì của bao phấn bền. Thành bao phấn không có sự phân dị thành vách trong bao phấn là điển hình của thực vật hai lá mầm. Mô dinh dưỡng bên trong túi bào tử có lẽ có tuyến. Các hạt phấn có lỗ hổng hoặc không; khi có thì (2–)3–5 lỗ hổng, hoặc 3–4(–5) lỗ hổng; thuộc kiểu đường xoi hay lỗ; 2 ngăn.
Bộ nhụy 1–2(–3) lá noãn. Nhụy 1–2(–3) ngăn. Bộ nhụy thuộc loại quả tụ; với các bầu nhụy hợp sinh; thượng tới hạ. Bầu nhụy 1–2(–3) ngăn. Bộ nhụy thường có vòi nhụy hoặc không. Vòi nhụy ở đỉnh. Đầu nhụy 1 hay 2. Kiểu đính noãn đỉnh. Noãn 1 trên mỗi ngăn; lòng thòng; không có vỏ bọc. Túi phôi phát triển như kiểu của chi Polygonum hay chi Allium. Các tế bào đối cực hình thành hoặc không; khi hình thành thì 1 hoặc 2; không nảy nở. Kiểu hình thành nội nhũ tế bào. Có giác mút nội nhũ. Kiểu phát triển nội nhũ: kiểu hồ tiêu (piperad).
Quả không dày cùi thịt, không nứt, thuộc loại quả hạch hay quả kiên. Quả hạch có một hạch. Quả chứa 1 hạt. Hạt có nội nhũ; không có áo hạt. Nội nhũ thô sơ vào thời gian giải phóng hạt.
Hệ thống APG II năm 2003 (không đổi so với hệ thống APG năm 1998), cũng công nhận họ này nhưng không đặt nó trong bộ nào. Tuy nhiên, website của APG chỉ ra rằng họ này nên được gộp vào bộ Santalales (hậu APG II), giống như điều được thực hiện trong hệ thống Cronquist năm 1981. Hệ thống APG III năm 2009 đặt họ này trong bộ Santalales, nhưng vị trí phát sinh loài của nó vẫn chưa rõ ràng. Năm 2009, hai nhà nghiên cứu tại Đài Loan thông báo trên internet rằng họ có các kết quả hỗ trợ vị trí của Balanophoraceae gần với Oleaceae trong bộ Santalales và 2 họ này là các nhánh đầu tiên có quan hệ chị em với phần còn lại của bộ Santalales, nhưng họ vẫn chưa công bố điều gì trong các tạp chí chuyên ngành.

## Các chi
- Balanophora J.R.Forst. & G.Forst.: Khoảng 15-20 loài dó đất, cu chó, liệt đương, dương đài, củ đỏ, xà cô (nghĩa là nấm rắn), chu ca ra, tỏa dương, net din; tang din, nấm đất.
- Chlamydophytum Mildbr.: 1 loài.
- Corynaea Hook.f.: 1 loài.
- Ditepalanthus Fagerl.: 1 loài.
- Exorhopala Steenis: 1 loài.
- Helosis Rich. (bao gồm cả Latraeophila Leandro): 1 loài.
- Langsdorffia Mart.: 3 loài.
- Lathrophytum Eichler: 1 loài.
- Lophophytum Schott & Endl. (bao gồm cả Archimedea Leandro): 4 loài.
- Ombrophytum Poepp. ex Endl. (bao gồm cả Juellia Aspl.): 4 loài.
- Rhopalocnemis Jungh.: 1 loài (sơn dương, chùy đầu dương hình, dó đất núi cao).
- Sarcophyte Sparrm.: 1 loài.
- Scybalium Schott & Endl.: 4 loài.
- Thonningia Vahl.: 1 loài.

### Mystropetalaceae
Nghiên cứu hát sinh chủng loài năm 2015 của Su et al. cho thấy 3 chi đơn loài ở Nam bán cầu như liệt kê dưới đây có quan hệ họ hàng gần với họ Loranthaceae và làm cho họ Balanophoraceae trở thành đa ngành, và vì thế nên tách ra thành họ riêng gọi là Mystropetalaceae.
- Dactylanthus Hook.f.
- Hachettea Baill.
- Mystropetalon Harv.

## Tại Việt Nam
Tại Việt Nam có 2 chi (Balanophora và Rhopalocnemis) và 5-6 loài.

## Quan hệ trước đây
Cronquist (1968) gợi ý về mối quan hệ giữa Balanophoraceae và Santalales, sau đó vào năm 1981 đã đặt họ này trong bộ Santalales của ông. Họ Balanophoraceae khi đó gộp cả họ Cynomoriaceae. Takhtadjan (1997) liên kết Balanophoraceae với Cynomoriaceae (hiện nay website của APG coi là thuộc bộ Saxifragales), Rafflesiales (hiện nay là bộ Malpighiales) và Hydnoraceae của ông (hiện nay là bộ Piperales), gộp tất cả chúng trong Magnoliidae của ông; trong phạm vi bộ Balanophorales ông gộp tất cả các họ mà hiện nay coi là đồng nghĩa như Dactylanthaceae Takhtadjan, Helosidaceae Bromhead, Langsdorffiaceae Pilger, Lophophytaceae Bromhead, Mystropetalaceae J. D. Hooker, Sarcophytaceae A. Kerner, Scybaliaceae A. Kerner (ngoại trừ Hachetteaceae Doweld) như là các họ tách biệt.